# 3182 Shimanto
3182 Shimanto è un asteroide della fascia principale. Scoperto nel 1984, presenta un'orbita caratterizzata da un semiasse maggiore pari a 2,6127324 UA e da un'eccentricità di 0,1439701, inclinata di 12,57536° rispetto all'eclittica.
L'asteroide è dedicato all'omonimo fiume, il più lungo della prefettura di Kōchi dalla quale proveniva lo scopritore.